# Hříšní lidé města pražského
Hříšní lidé města pražského jsou československý kriminální televizní seriál vzniklý v produkci Československé televize, která jej také v roce 1969 vysílala. Třináctidílný seriál je adaptací povídek Jiřího Marka ze sbírek Panoptikum starých kriminálních příběhů a Panoptikum hříšných lidí. Natočil jej podle vlastního scénáře režisér Jiří Sequens, děj se odehrává kolem roku 1928. Vrchního policejního radu Vacátka ztvárnil Jaroslav Marvan. Na seriál volně navazují čtyři celovečerní filmy a jeden televizní film (všechny z let 1971–1972) a televizní seriál Panoptikum Města pražského (1988).

## Příběh
Kriminalisté z pražské „Čtyřky“, tedy IV. bezpečnostního oddělení, vyšetřují pod vedením vrchního policejního rady Vacátka závažné kriminální případy v Praze 20. let 20. století. Takzvanou mordpartu tvoří inspektoři Mrázek, Bouše a Brůžek, kteří jako zkušení detektivové mají rozsáhlé znalosti o pražském podsvětí, často se scházejícím v nechvalně proslulé hospodě Jedová chýše. Kolem roku 1928 se zabývají vyšetřováním vražd, loupeží, nevyjasněných úmrtí a defraudací, zapletou se však i do případu ukradených tajných armádních dokumentů.

## Obsazení

### Hlavní role
- Jaroslav Marvan jako vrchní policejní rada Karel Vacátko
- František Filipovský jako inspektor Václav Mrázek
- Josef Vinklář jako inspektor Josef Bouše
- Josef Bláha jako inspektor Josef Brůžek

### Vedlejší role
- Gustav Nezval jako Vejvoda, soudní lékař
- Ljuba Skořepová jako Mařka, prostitutka v Jedové chýši
- Helena Růžičková jako Barbora, prostitutka v Jedové chýši
- Jaroslav Mareš jako Cyril Pařízek zvaný Evžen, hospodský v Jedové chýši
- Jiří Smutný jako strážmistr
- Oldřich Velen jako hospodský v Jedové chýši, zvaný Evžen
- Jaroslav Raušer jako policejní prezident

## Produkce
Režisér Jiří Sequens získal v polovině roku 1967 od Jiřího Marka rukopis jeho kriminalistických povídek, odehrávajících se v Praze v letech 1925–1930. Povídky, vydané v prosinci 1968 ve sbírce Panoptikum starých kriminálních příběhů, byly inspirovány skutečnými případy z té doby. Marek je zpracoval na základě dobových novinových zpráv a vzpomínek Františka Gela. Námět těchto detektivních příběhů Sequens využil jako návrh pro nový seriál Československé televize, která u něj nápad na nějaký seriál poptávala. Scénáře na motivy vybraných povídek z Panoptika starých kriminálních příběhů (pouze povídka „Sluneční lázně“, předloha pro epizodu „Turecké náušnice,“ vyšla až roku 1971 v následující sbírce Panoptikum hříšných lidí) k jednotlivým dílům seriálu, nazvaného s lehkou nadsázkou Hříšní lidé města pražského, napsal sám režisér Sequens. Jeho záměrem bylo, aby jednotlivé příběhy měly každý jiný charakter – jeden díl měl být humornější, další tragičtější, jiný hororovější. Všechny však měly být nahlíženy s ironickým odstupem a měly mít atmosféru pražské periferie. Do hlavní role policejního rady Karla Vacátka pak Sequens obsadil Jaroslava Marvana, přičemž inspirací pro využití tohoto herce byla Marvanova role revírního inspektora Čadka ve filmu 13. revír (1946). Samotná postava Vacátka v sobě spojovala skutečné policejní rady pražské kriminálky 20. let 20. století Knotka a Vaňáska. Marvana v rolích dalších detektivů doplnili František Filipovský, Josef Bláha a Josef Vinklář, přičemž každý z nich byl záměrně různého věku i typu. Celkově hrálo ve všech dílech seriálu asi 300 herců.
Natáčení seriálu v produkci Televizní filmové tvorby Československé televize bylo v barrandovských ateliérech zahájeno v březnu 1968, filmaři využívali také vhodné pražské exteriéry. Třináctidílný seriál byl z finančních i organizačních důvodů točen na tři části: v průběhu jara 1968 vzniklo pět dílů, posléze na přelomu let 1968 a 1969 další pětice epizod a následně na konec ještě zbývající tři díly. V únoru 1969, když ještě nebyla produkce dokončena, odhadl Sequens celkové náklady na výrobu seriálu na 10–11 milionů korun. Autoři seriálu uvažovali o natočení dalších třinácti epizod, k tomu ale nedošlo.
Hudbu k seriálu složil Zdeněk Liška a nahrál ji Filmový symfonický orchestr pod vedením Františka Belfína.

## Vysílání
Na obrazovkách Československé televize byl seriál Hříšní lidé města pražského uveden na podzim 1969. První díl měl premiéru 27. září 1969, další epizody byly vysílány v týdenní periodě a závěrečný příběh diváci zhlédli 20. prosince 1969. Seriál byl vysílán v sobotu v hlavním vysílacím čase, po osmé nebo deváté hodině večerní. Jednotlivé díly mají stopáž kolem 40 až 60 minut.
Celý seriál vydala v roce 2010 Česká televize na DVD.

### Seznam dílů
| Č. v seriálu | Název                   | Režie        | Scénář       | Datum premiéry     |
| ------------ | ----------------------- | ------------ | ------------ | ------------------ |
| 1            | Přísaha                 | Jiří Sequens | Jiří Sequens | 27. září 1969      |
| 2            | Malý a velký vrah       | Jiří Sequens | Jiří Sequens | 4. října 1969      |
| 3            | Lady Macbeth z Vinohrad | Jiří Sequens | Jiří Sequens | 11. října 1969     |
| 4            | Otisky prstů            | Jiří Sequens | Jiří Sequens | 18. října 1969     |
| 5            | Černé rukavice          | Jiří Sequens | Jiří Sequens | 25. října 1969     |
| 6            | Případ lichého střevíce | Jiří Sequens | Jiří Sequens | 1. listopadu 1969  |
| 7            | Lodní uzel              | Jiří Sequens | Jiří Sequens | 8. listopadu 1969  |
| 8            | Telegram z Neapole      | Jiří Sequens | Jiří Sequens | 15. listopadu 1969 |
| 9            | Turecké náušnice        | Jiří Sequens | Jiří Sequens | 22. listopadu 1969 |
| 10           | Kaprova smrt            | Jiří Sequens | Jiří Sequens | 29. listopadu 1969 |
| 11           | Hra                     | Jiří Sequens | Jiří Sequens | 6. prosince 1969   |
| 12           | Špion přijede v sedm    | Jiří Sequens | Jiří Sequens | 13. prosince 1969  |
| 13           | Svědomí                 | Jiří Sequens | Jiří Sequens | 20. prosince 1969  |

## Přijetí
Ještě před televizní premiérou seriálu byl díl „Lady Macbeth z Vinohrad“ uveden na šestém ročníku Mezinárodního televizního festivalu, který v červnu 1969 pořádala v Praze Československá televize. Epizoda zvítězila ve druhé kategorii dobrodružných pořadů a získala tak cenu Zlatá Praha. V dubnu 1970 obdržel Jaroslav Marvan za ztvárnění rady Vacátka cenu Československé televize a udělena mu byla také brněnská cena Zlatý krokodýl.
Jakožto první československý detektivní seriál dosáhli Hříšní lidé města pražského úspěchu u diváků. Rovněž kritika byla k pořadu příznivá. Už komentář v Lidové demokracii k prvnímu dílu uvedl, že „autoři velmi dobře vystihli prostředí dvacátých a třicátých let“ a že v příběhu „vše směřuje rychlým spádem k rozuzlení“, které má humorný závěr, stejně jako třetí díl, promítaný o několik měsíců dříve na televizním festivalu. V dalších příspěvcích byly v tomtéž deníku zmiňovány sympatičtí hrdinové, které si divák oblíbí, a kvalitní herecké výkony. Pochválen byl zejména vyzrálý výkon Jaroslava Marvana, ale také Josefa Vinkláře, z epizodních rolí například Květy Fialové v díle „Lady Macbeth z Vinohrad“ či Miloše Kopeckého v díle „Telegram z Neapole“ a z vedlejší rolí potom Jaroslava Mareše. Jiří Platzer si v Rudém právu povšiml, že hudba Zdeňka Lišky „pomáhá dotvořit atmosféru předmnichovské republiky“, a líbilo se mu zařazení písně do děje osmé epizody. Také zmínil, že si autoři seriálu správně vybrali nosnou látku s přímočarými příběhy, které natočili s „vypravěčskou vášní“.

## Související filmy a seriály
Vzhledem k úspěchu seriálu Hříšní lidé města pražského natočil krátce po jeho konci stejný štáb s týmiž herci čtyři celovečerní filmy, které opět vycházely z povídek Jiřího Marka. Jednalo se o snímky Pěnička a Paraplíčko (1971), Partie krásného dragouna (1971), Vražda v hotelu Excelsior (1971) a Smrt černého krále (1972). V roce 1972 vznikl také televizní film Štědrý večer pana rady Vacátka. Na Hříšné lidi pak v roce 1988 volně navázal seriál Panoptikum Města pražského v režii Antonína Moskalyka, opět podle Markových povídek a převážně se stejnými herci.
Podle svého scénáře natočil Jiří Sequens také seriál Hříšní lidé města brněnského, který měl premiéru v roce 2000. Ten není s povídkami Jiřího Marka není nijak spojen, Sequens mu však záměrně vtiskl takovou podobu, aby připomínal Hříšné lidi města pražského.